# Morrastel Bouschet
Die französische Rebsorte Morrastel Bouschet, auch als Morastel oder Mourastel bekannt, wurde 1855 von Henri Bouschet in Frankreich gezüchtet. Diese Rotweintraube entstand durch Kreuzung von Carignan und Petit Bouschet.

## Botanik
Morrastel Bouschet zeichnet sich durch ihre ungewöhnliche Färbung aus. Sowohl die Schale als auch das Fruchtfleisch weisen eine intensive rote Farbe auf. Diese Eigenschaft verdankt die Rebe ihrer Herkunft von Teinturier du Cher, einer Traubensorte, die für ihre ausgeprägte Farbstoffproduktion bekannt ist.

## Anbau und Verbreitung
Die Rebsorte hat ihre Hauptverbreitung in Südfrankreich, insbesondere in den Weinregionen Languedoc und Roussillon. Winzer schätzen Morrastel Bouschet für ihre Robustheit und Resistenz gegen Krankheiten, jedoch ist die früh reifende Rebe sehr anfällig für den Falschen Mehltau. Diese Eigenschaften machen sie zu einer attraktiven Wahl in Gebieten, in denen widerstandsfähige Rebsorten gefragt sind. Im Jahre 2016 wurden in Australien 4 Hektar Anbaufläche ausgewiesen.

## Eigenschaften
Die Weine, die aus Morrastel Bouschet gewonnen werden, zeichnen sich durch eine kräftige, tiefrote Farbe aus. Die Traube verleiht den Weinen eine sehr gute Tanninstruktur und Aromen von dunklen Beeren sowie gelegentlich würzigen Nuancen. Die Weine können gut altern und gewinnen mit der Zeit an Komplexität.

## Weinherstellung
Aufgrund ihrer intensiven Farbe und Struktur wird Morrastel Bouschet oft für Cuvées und Rotweinmischungen verwendet. Winzer integrieren diese Rebsorte, um ihren Weinen mehr Tiefe und Farbkraft zu verleihen. Im Jahr 1958 wurden in Frankreich 10.709 Hektar Rebfläche mit dieser Sorte erfasst. Ab Anfang der 1980er-Jahre wurden viele dieser Flächen gerodet. 2008 gab es in Frankreich nur noch 7 Hektar Anbaufläche mit Morrastel Bouschet. Obwohl die Traube nicht mehr so weit verbreitet ist wie einige andere Sorten, trägt sie durch ihre Eigenschaften zur Diversität in der Welt des Weins bei.

## Synonyme
Fünf bekannte Synonyme dieser Rebe sind:
- Bouschet
- Gros Morrastel
- Gros Morrastel Bouschet
- Morrastel Bouschet A Gros Körner
- Morrastel Bouschet A Sarments Etales